# تونینیو سیسییلو
تونینیو سیسییلو (به پرتغالی: Antônio Jorge Cecílio Sobrinho) مدافع اهل برزیل است که در شهر Avaré و در تاریخ ۲۷ مهٔ ۱۹۶۷ به دنیا آمده‌است.
تونینیو سیسییلو در تیم‌های فوتبال پالمیراس سابقهٔ حضور دارد.